# 278 Dywizja Piechoty ’43 (III Rzesza)
278 Dywizja Piechoty (niem. 278. Infanterie-Division) – niemiecka dywizja z czasów II wojny światowej, sformowana w Padwie na mocy rozkazu z 17 listopada 1943 roku, w 22. fali mobilizacyjnej przez III Okręg Wojskowy.

## Struktura organizacyjna
- Struktura organizacyjna w listopadzie 1943 roku:

992., 993. i 994. pułk grenadierów, 278. pułk artylerii, 278. batalion pionierów, 278. batalion fizylierów, 278. kompania przeciwpancerna, 278. oddział łączności, 278. polowy batalion zapasowy;

## Dowódcy dywizji
- Generalleutnant Harry Hoppe 5 I 1944 – 2 V 1945;
- Generalmajor Paul Bornscheuer 28 I  – 5 III 1944;
- Generalleutnant Harry Hoppe 5 III 1944 – 2 V 1945;